# Kieselhof (Himmelkron)
Kieselhof (oberfränkisch: Kieslhuf) ist ein Gemeindeteil der Gemeinde Himmelkron im Landkreis Kulmbach (Oberfranken, Bayern). Kieselhof liegt in der Gemarkung Lanzendorf.

## Lage
Der Weiler liegt am rechten Ufer der Kronach und ist von Acker- und Grünland umgeben, im Westen wird dieses von der Bundesautobahn 9 durchschnitten. Eine Gemeindeverbindungsstraße führt die A 9 unterquerend nach Kremitz (1,2 km nordwestlich) bzw. nach Kunigundenhof (0,6 km südöstlich).

## Geschichte
Der Ort wurde im Jahre 1520 als „Kysselhof“ erstmals urkundlich erwähnt und dürfte auch zu dieser Zeit gegründet worden sein. Der Ortsname nimmt Bezug auf den kieselhaltigen Boden.
Kieselhof gehörte zur Realgemeinde Kremitz. Gegen Ende des 18. Jahrhunderts bestand Kieselhof aus drei Anwesen (1 Hof, 1 Sölde, 1 Tropfhaus). Das Hochgericht übte das bayreuthische Stadtvogteiamt Berneck aus. Das Stiftskastenamt Himmelkron war Grundherr sämtlicher Anwesen.
Von 1797 bis 1810 unterstand der Ort dem Justiz- und Kammeramt Gefrees. Mit dem Gemeindeedikt wurde Kieselhof dem 1811 gebildeten Steuerdistrikt Himmelkron und der 1812 gebildeten Ruralgemeinde Kremitz zugewiesen. Mit dem Zweiten Gemeindeedikt (1818) wurde diese nach Lanzendorf eingegliedert. Am 1. Januar 1976 erfolgte im Zuge der Gebietsreform in Bayern die Eingemeindung von Kieselhof nach Himmelkron.

### Einwohnerentwicklung
| Jahr      | 001818 | 001861 | 001871 | 001885 | 001900 | 001925 | 001950 | 001961 | 001970 | 001987 |
| Einwohner | 25     | 36     | 36     | 33     | 42     | 39     | 29     | 25     | 21     | 14     |
| Häuser    | 5      |        |        | 4      | 5      | 4      | 4      | 4      |        | 4      |
| Quelle    | [ 8 ]  | [ 11 ] | [ 12 ] | [ 13 ] | [ 14 ] | [ 15 ] | [ 16 ] | [ 17 ] | [ 18 ] | [ 1 ]  |

## Religion
Kieselhof ist seit der Reformation evangelisch-lutherisch geprägt und bis heute nach St. Gallus (Lanzendorf) gepfarrt.